# Бутенко Олена Іванівна
Бутенко Олена Іванівна (народилася 3 листопада 1959 року, Валки, Харківська область) — радянська та російська актриса театру та кіно, заслужена артистка Росії (2003).

## Життєпис
У 1982 році закінчила акторське відділення Саратовського театрального училища.
У 1979—1982 роках працювала у Саратовському драматичному театрі імені І. А. Слонова.
Грала у спектаклях «Івушка неплакуча» І. Алєксєєва, «Гекуба» Евріпіда, «Пісенька про любов і печаль» Л. Жуховицького (Люба), «Чудаки» М. Горького (Зіна), «Валенсианські безумці» Лопе де Вега.1982 р. — працювала у театрі юного глядача у Орлі, де грала у спектаклях «Троїлл и Кресіда» У. Шекспіра (Олена Троянська), «Пригоди Буратіно» О. Толстого (Жаба, Коломбіна).
1982—1985 рр. — грала у спектаклях МХАТу «Так переможемо», «Три товстуни» Ю. Олеші, дипломних спектаклях «Зойкіна квартира» М. Булгакова (Зоя і мадам Іваніва), «Брехня на довгих ногах» Е. Де Філіппо (Ольга), «Нашестя» Л. Леонова.
У 1985 р. закінчила школу-студію МХАТ і була зарахована дов трупу театру «Сатирикон», де грає й дотепер.
Грала у спектаклях «Мир дому твоєму», «Вибране», «Що наше життя», «Сатирикон-шоу», «Верона» А. Шипенко), Багіра («Мауглі» Р. Кіплінг), Птаха Фенікс, Чорна магія («Багдадський злодій» Ю. Ентін, Д. Тухманов), Генеральша («Голий король» Й. Шварца), Беліна («Брехливий хворий» Ж.-Б. Молєр), Роксана («Сірано де Бержерак» Е. Ростана), Курочка, Сова («Шантеклер» Е. Ростана), Она («Мадам, ще…»), Бетті Джонсон («Смішні гроші» Р. Куні), Мігачова («Не було ні гроша та раптом алтин» А. Островського), Місіс Пірс («Лондон Шоу» по пьєсі Дж. Б. Шоу «Пігмалон»), Бабуся («Всі відтінки блакитного»).
Знімається в кіно, на телебаченні, бере участь у телевізійних програмах.
1994—2006 — займалася естрадно-концертною діяльністю.
Лазерні диски: «Колискова для чоловіків»,1998 • «Мадам, вже…»,1999 • «Ніч», 2001 А також естрадне шоу: «Маски кохання», 1996—1999 рр. і естрадний спектакль: «Мадам, вже…», 2000—2006 рр.
2002—2013 р. — викладала у Школі-студії МХАТ ім. В. І. Немировича-Данченко на кафедрі акторської майстерності на посаді доцента. Режисер-педагог дипломних спектаклів: «Сцени з подружнього життя» і. Бергмана (2005), «Вечір в Сорренто» І. Тургенєва (2006 — курсова робота), «Віяло» К. Гольдоні (2007), «Валенсіанські безумці» Лопе де Вега (2008), «Спасайся, хто може…» по п'єсі П.Гладіліна «Викрадення Сабнянінова» (2008), «У нас в Камергерському» (разом з С. Шенталінським и К. Райкіним, 2010), «..Браво, Руссо!..» (по повісті І. С. Тургенєва «Весняні води», 2012).
З 2003 року є постійним членом журі міжнародного конкурсу ляльок «Галерея Вахтангів».
У 2004 році брала участь у телевізійному проекті «Фабрика зірок-5» (продюсер А. Б. Пугачова) як педагог по акторській майстерності.
У 2008—2009 рр. — учасник майстер-класів акторської майстерності «Школа Станіславського сьогодні» в Арт центрі Михайла Баришнікова у Нью-Йорку, США.
З 2013 р. декан акторського факультету Вищої Школи сценічної майстерності, Театральної школи Костянтина Райкіна.
У 2014 році випустила на сцені Навчального театру школи дипломний спектакль «Граємо в Мультики».
У 2016 році також поставила з першим випускним курсом ВШСМ дипломні спектаклі «Безприданниця» (за однойменною п'єсою О. М. Островського) і «Ошалілі» (за п'єсою У. Шекспіра «Сон в шалу ніч»).

## Сім'я
Чоловік — актор, режисер і педагог Костянтин Райкін
Дочка — актриса — Поліна Райкіна.

## Нагороди
Заслужена актриса Російської Федерації (2003).

## Роботи в театрі
- 2012 — «Карасьонок і Порося»
- 2012 — «Одного разу у селі» (по казці Ю. Клавдієва та О. Москаленко)
- 2014 — «Game over» (за п'єсою О. Арбузова «Жорстокі гри»)

## Фільмографія
1. 1987 — Мир дому твоєму
2. 1992 — Загибель сенатора — Чорний ангел
3. 1993 — Кара — Роза
4. 1993 — Російська співачка — Лілі
5. 1999 — Що сказав покійний — Мадлен
6. 2002 — З життя лікаря — Наташа
7. 2002 — Я до вас ніколи не повернусь — Она
8. 2003 — Вільна жінка 2 — дружина Карла
9. 2005 — Архангел (Archangel; Великобритания)— библіотекар
10. 2006 — Громови — інспектор
11. 2006 — Він, вона і я — Тетяна, дружина Дмитра
12. 2009 — Партія в бридж
13. 2013 — Не треба — тренер по плаванню.